# Freidorf (Halbe)
Freidorf ist ein Ortsteil der Gemeinde Halbe im Landkreis Dahme-Spreewald in Brandenburg.

## Geografische Lage
Freidorf liegt südwestlich des Gemeindezentrums und grenzt im Westen an Radeland und Dornswalde (beides Ortsteile von Baruth/Mark), im Süden an Staakow (ein Ortsteil von Rietzneuendorf-Staakow) sowie im Südosten an Briesen und im Osten an Oderin – ebenfalls Ortsteile von Halbe. Die Bundesautobahn 13 durchquert im westlichen Drittel den Ortsteil in Nord-Süd-Richtung. Der überwiegende Teil des Gebietes ist mit Wald und Wiesen bewachsen. Einige Flächen befinden sich im Naturschutzgebiet Mahnigsee-Dahmetal. Westlich der Wohnbebauung befindet sich das Naturschutzgebiet Dahmetal bei Briesen, das durch den Seegraben Freidorf in die Dahme entwässert wird.

## Geschichte und Etymologie

### 18. Jahrhundert
Das Gassendorf wurde erstmals im Jahr 1719 als die Koberey bei Staakow gelegen erwähnt. Die zuvor unbesiedelte Heidefläche bestand zu dieser Zeit aus einem Vorwerk, das einem Gottfried Kober gehörte und Teil des Schenkenländchens war. Die Herrscher, die Schenken von Landsberg verkauften den Besitz im Jahr 1717 an Friedrich I. So gelangte auch der Ort im Jahr 1719 in die Herrschaft Königs Wusterhausen. Das Amt Schenkenländchen gibt auf seiner Webseite an, dass König Friedrich I. in diesem Vorwerk Soldaten einquartieren ließ, die von Abgaben befreit waren. Diese Festlegung soll zur Bezeichnung Freidorf geführt haben.  Im Jahr 1743 erschien erstmals die Bezeichnung Freydorff, vormals Pichhütte genannt. 1745 lebten dort neun Einwohner, es gab einen Krug sowie einen Teerofen, der ein wenig außerhalb in der Semmelei lag und dem Baruther Teerschweler Martin Semmler gehörte. Dieser Ofen wurde 1791 nochmals bei Tornow erwähnt.

### 19. Jahrhundert
Im Jahr 1801 war die Ansiedlung zu einer Kolonie mit Meierei angewachsen, die zu Teurow gehörte. Im Ort lebten 20 Büdner, sechs Einlieger und ein Radmacher. Es gab weiterhin einen Krug sowie 26 Feuerstellen (=Haushalte). Im Jahr 1840 war Freidorf auf 29 Wohnhäuser angewachsen. 1858 waren 34 nebengewerbliche Landwirte im Ort tätig. Es gab 34 Besitzungen, die jedoch alle vergleichsweise klein waren. 26 Besitzungen umfassen eine Größe von 5 bis 30 Morgen und waren zusammen 164 Morgen groß, acht Besitzungen waren unter 5 Morgen groß und kamen zusammen auf 36 Morgen Fläche. Es gab einen Schumachermeister, einen Schneidermeister, drei Zimmergesellen und einen Schankwirt. Erstaunlicherweise erschienen in den Akten aber auch drei Musikanten, 85 Handarbeiter und acht Ortsarme. 1860 war Freidorf auf 34 Wohn- und 74 Wirtschaftsgebäude sowie ein öffentliches Gebäude angewachsen. Die Bewohner des Dorfes bewirtschafteten eine Fläche von 225 Morgen, darunter je 100 Morgen Acker und Wiese sowie 25 Morgen Fläche für die Gebäude. 1867 entstand eine Försterei, die dem Hausfideikommißforstrevier Hammer unterstand und 1868 als Försterei Freidorf geführt wurde. 1875 erschien ein Gasthaus Semmelei am Standort des Teerofens.

### 20. Jahrhundert

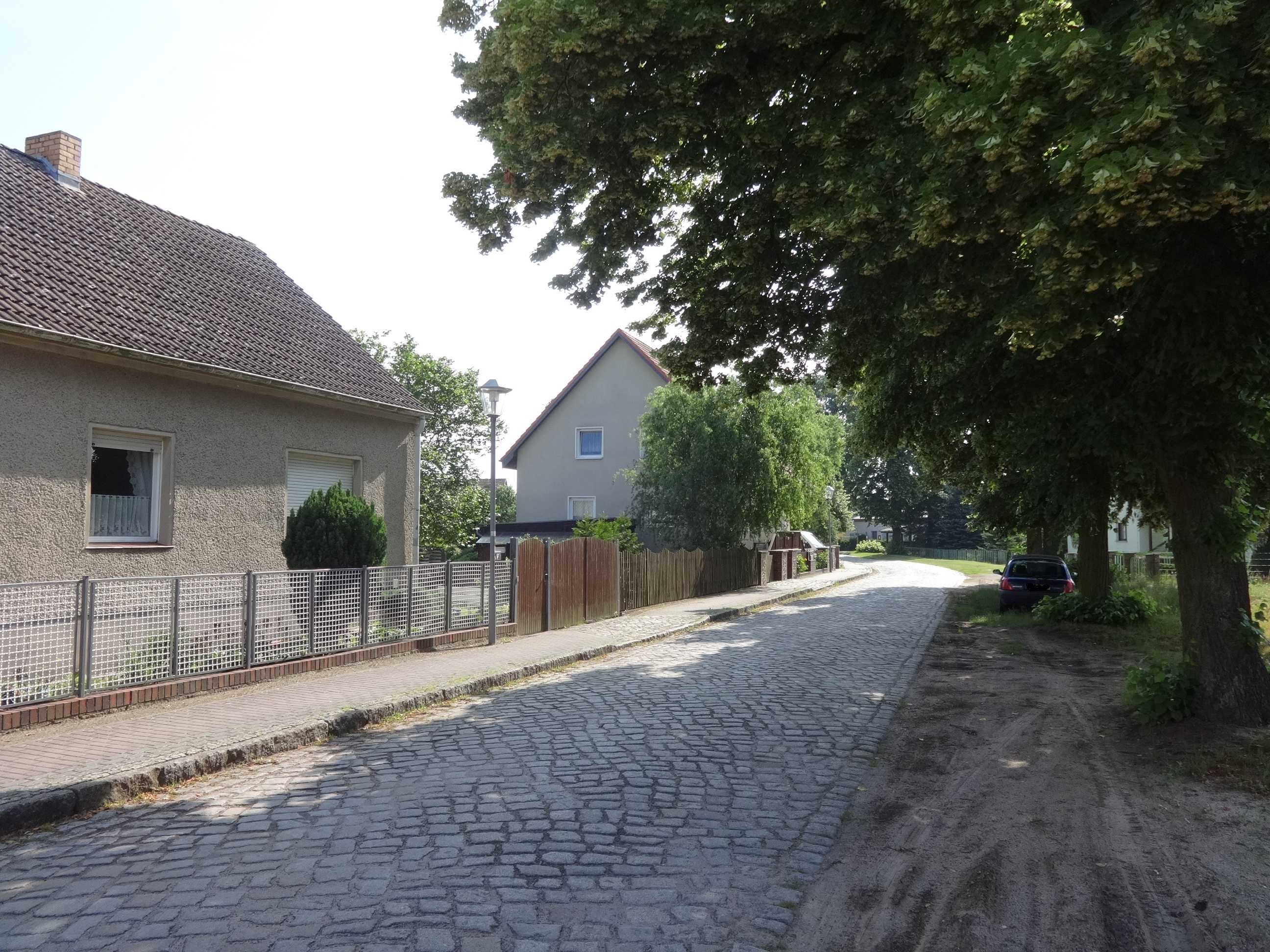
Dorfstraße in Freidorf

Im Jahr 1900 gab es in Freidorf 49 Häuser mit 98 Hektar Fläche sowie weitere fünf Häuser in der Semmelei, die zusammen mit einer dort zwischenzeitlich ebenfalls gegründeten Försterei 4112 Hektar bewirtschafteten, vornehmlich Wald. Im Jahr 1929 wurden die Semmelei, die Försterei Freidorf sowie die Försterei Semmelei in die Gemeinde Freidorf eingemeindet. Die Försterei sowie die Semmelei waren ab 1929 ein Wohnplatz von Freidorf. Bis 1931 war der Bestand auf 51 Wohnhäuser zurückgegangen. 1939 gab es zwei landwirtschaftliche Betriebe, die 20 bis 100 Hektar bewirtschafteten. Weitere vier Betriebe hatten 10 bis 20 Hektar zur Verfügung, neun Betriebe 5 bis 10 Hektar und 33 Betriebe bewirtschafteten 0,5 bis 5 Hektar.
Nach dem Ende des Zweiten Weltkrieges wurden 179 Hektar des Forstfiskus enteignet und hiervon 153 neu aufgeteilt. 11 Wirtschaftsbetriebe erhielten 5 bis 10 Hektar (zusammen 72 Hektar), ein Wirtschaftsbetrieb 10 Hektar; weitere 71 Hektar wurden auf 33 Altbauern aufgeteilt. 1960 gründete sich eine LPG vom Typ I mit 60 Mitgliedern, die 226 Hektar landwirtschaftliche Nutzfläche bewirtschafteten. Sie wurde 1971 in eine LPG vom Typ III umgewandelt. 1973 gab es in Freidorf die LPG, die Oberförsterei Hammer sowie die Revierförstereien Freidorf und Semmelei.

## Bevölkerungsentwicklung
| Jahr      | 1772 | 1801 | 1817             | 1840 | 1858                | 1895                | 1925                | 1939 | 1946 | 1964 | 1971 |
| Einwohner | 87   | 137  | 172 mit Semmelei | 174  | 226 und Semmelei 40 | 243 (ohne Semmelei) | 236 und Försterei 4 | 225  | 283  | 225  | 206  |

## Sehenswürdigkeiten und Kultur

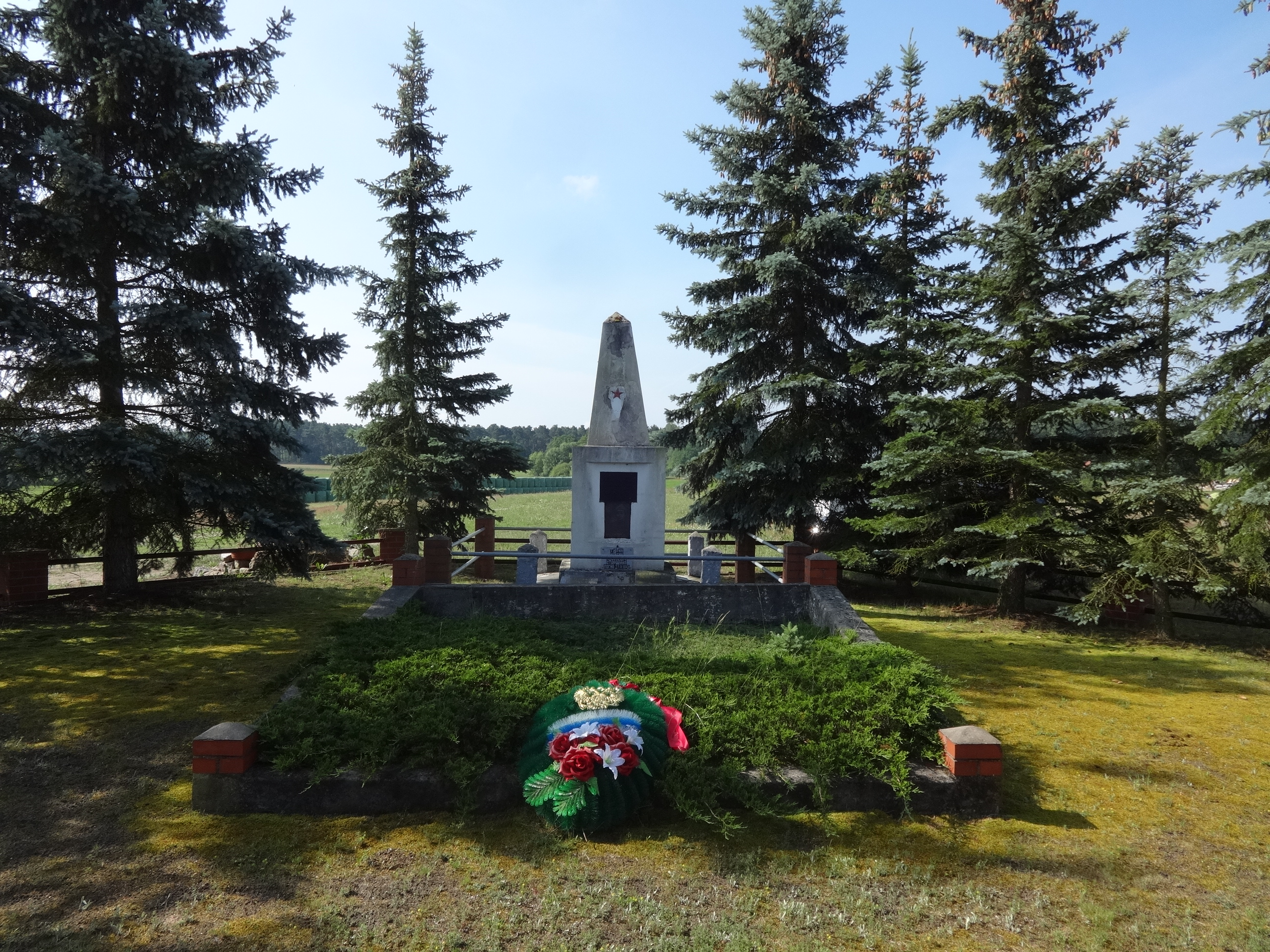
Kriegsgräberstätte

- Denkmal für die Gefallenen des Ersten Weltkrieges, die um eine Gefallenentafel für den Zweiten Weltkrieg ergänzt wurde
- Kriegsgräberstätte für 119 sowjetische Gefallene im Kessel von Halbe
- Naturschutzgebiet Replinchener See und Schäfersee

## Wirtschaft und Infrastruktur

### Wirtschaft
Der Ortsteil wird im Wesentlichen von der Landwirtschaft und einigen Kleingewerbetreibenden geprägt. Im Südwesten des Ortsteils befindet sich das Gewerbegebiet Massow im gleichnamigen Gemeindeteil.

### Infrastruktur
Über die Dornswalder Straße besteht in westlicher Richtung ein Anschluss an die A13. In östlicher Richtung führt die Oderiner Straße nach Oderin, während in nordöstlicher Richtung über die Dorfstraße der Ortsteil Teurow erreicht werden kann. Die Regionale Verkehrsgesellschaft Dahme-Spreewald bedient Freidorf mit einer Buslinie, die eine Anbindung nach Staakmühle, Halbe und Märkisch Buchholz ermöglicht.